# Cookeina insititia
Cookeina insititia ist ein Schlauchpilz aus der Familie der Kelchbecherlingsverwandten.

## Merkmale

### Makroskopische Merkmale
Die zerstreut bis gesellig auftretenden Fruchtkörper, die Apothecien, werden 9–25 Millimetern groß, wobei sie selten größer als 10 Millimeter werden. Sie sind tief schüssel- bis kelchförmig und weiß bis schmutzig cremefarben. Der Rand ist manchmal fleischfarben, ansonsten besitzt er dieselbe Farbe wie der Rest des Fruchtkörpers. Hier befinden sich weiße, steife, dreieckig zusammengedrückte Haare. Der Stiel ist ebenfalls weiß bis blass cremefarben, aber heller als der eigentliche Fruchtkörper. Er wird 3 bis 16 Millimetern lang und 1–2 Millimeter dick. Die den Fruchtkörper umgebende Schicht, das Excipulum, besteht wiederum aus zwei unterscheidbaren Schichten, dem äußeren und dem inneren Excipulum.

### Mikroskopische Merkmale
Die Fruchtschicht ist ungefähr 390 Mikrometer dick. Die Schläuche sind zylindrisch, verjüngen sich aber an der Basis kegelförmig und besitzen jeweils 8 Sporen, die schräg in einer Reihe angeordnet sind. Sie werden 400–453 × 12–16 Mikrometer groß und sind dickwandig. Die Sporen sind spindelförmig, asymmetrisch oder gekrümmt mit spitzen Enden, durchscheinend, glatt, und werden 36–47 × 8–16 Mikrometer groß. Sie besitzen mehrere Öltropfen. Die Paraphysen sind fadenförmig, septiert, verzweigt und auch mit unregelmäßigen Querverbindungen (anastomosierend) und sind 1–2 Mikrometer breit.

## Ökologie und Verbreitung
Cookeina insititia lebt auf abgestorbenem, verrottendem Holz. Er wurde bis jetzt in China, Indonesien, Philippinen, Japan und Samoa gefunden.

## Systematik und Taxonomie
Cookeina insititia wurde 1858 von Miles Joseph Berkeley und  Moses Ashley Curtis als Peziza insititia erstbeschrieben. Kuntze stellte die Art dann 1891 in die Gattung von ihm neu aufgestellte Gattung Cookeina. Das Synonym Microstoma insititia bzw. die Schreibweise Microstoma insititium, aufgestellt 1951 von Karel Bernard Boedijn, ist manchmal noch in Gebrauch. Teilweise wurde die Art auch in eine eigene Gattung, Boedijnopeziza, gestellt.

## Etymologie
Der Name insititia bezieht sich auf die Fruchtkörper, die wie eingepflanzt wirken. Der Gattungsname Cookeina ehrt den englischen Mykologen Mordecai Cubitt Cooke.